# 卵焼き

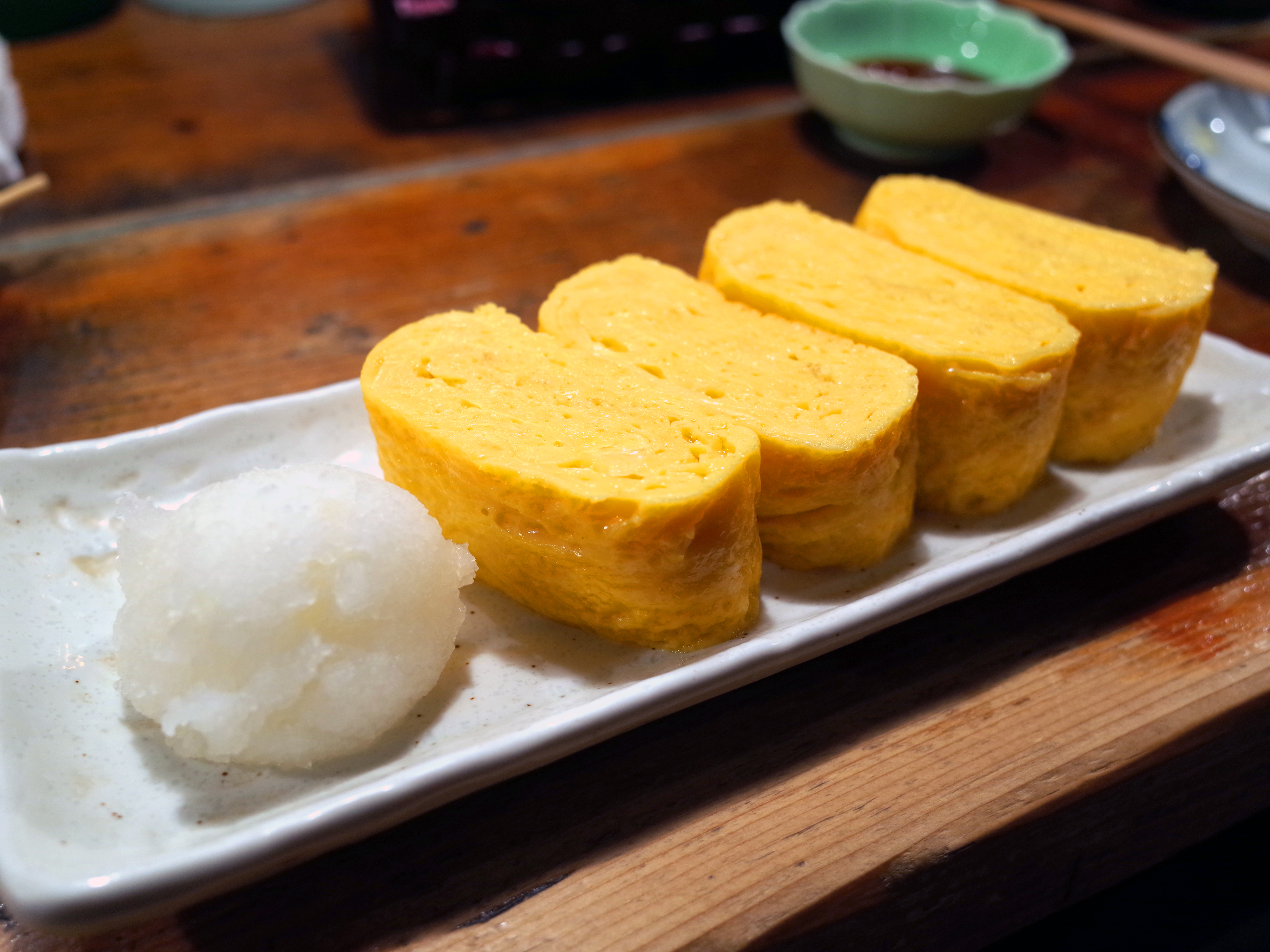
卵焼き

卵焼き、玉子焼き（たまごやき）は、鶏卵を溶き（味付けをし）、食用油脂を引いた調理器具で焼いた、日本の料理（和食）。

## 概要
日本の料理の一種である。家庭料理のひとつでもあり、料理店で出される料理でもあり、専門店で作られる料理でもある。
卵焼きは関西と関東では、かなり異なっている。
「卵焼き」とは、関東/関西に関係なく、少々焦げ目がつくほどに巻きながら焼き上げる卵焼き、つまり「厚焼き卵」と、だしを効かせて焦がさず焼いて大根おろしを添えて食する「だし巻き卵」を指す。味はその家庭の好みで甘めの味付けか、塩気のきいた味付けかに分かれる。厚焼き卵のほうはふっくらと（しかし形を保つようなかたさに）仕上げるのに対し、だし巻き卵は箸でつかめばフルフルと揺れるくらいに柔らかい。
日本は地域ごとに食習慣がかなり異なっており、それぞれの地域で「定番」とされるものが大きく異なる。「卵焼き、玉子焼き」に関しても、地域によって指す料理は異なる。また何が「普通の玉子焼き」なのか、という感覚も各家庭によってかなりの多様性がある。味つけも、焼き方も、玉子焼きに添えるものも、各家庭によって異なっているのである。 

## 種類
次のような種類がある。
- 厚焼き卵
- だし巻き卵
- 薄焼き卵
- 錦糸卵

だし汁を加えて焼き上げたものはだし巻き卵と呼ばれる。
応用料理にほうれん草・ニンジン・明太子・桜海老・しらす干し・アオサなどを入れたもの、鰻の蒲焼きを入れて巻く「う巻き」など多様なものがある。

## 味付けの種類
味付けは地域によりかなり異なっている。
関西の卵焼きは、ダシが利いていてしょっぱいのが基本。一方、関東の卵焼きのほうは、砂糖が入った甘いものが主流。
家庭では市販のダシ入りめんつゆなどで代用されることも多い（その「ダシ入りめんつゆ」の「ダシ」が関西と関東では味が異なっている。関西では基本は「昆布だし」である。）。

## 調理
厚焼き卵（やだし巻き卵）は、鶏卵を溶き、玉子焼き器などを利用して巻きながら作る。ただし関東と関西で「玉子焼き鍋」の形がかなり異なる。名古屋では薄い木の板を用いて卵を巻くことがある。
関東の調理方法

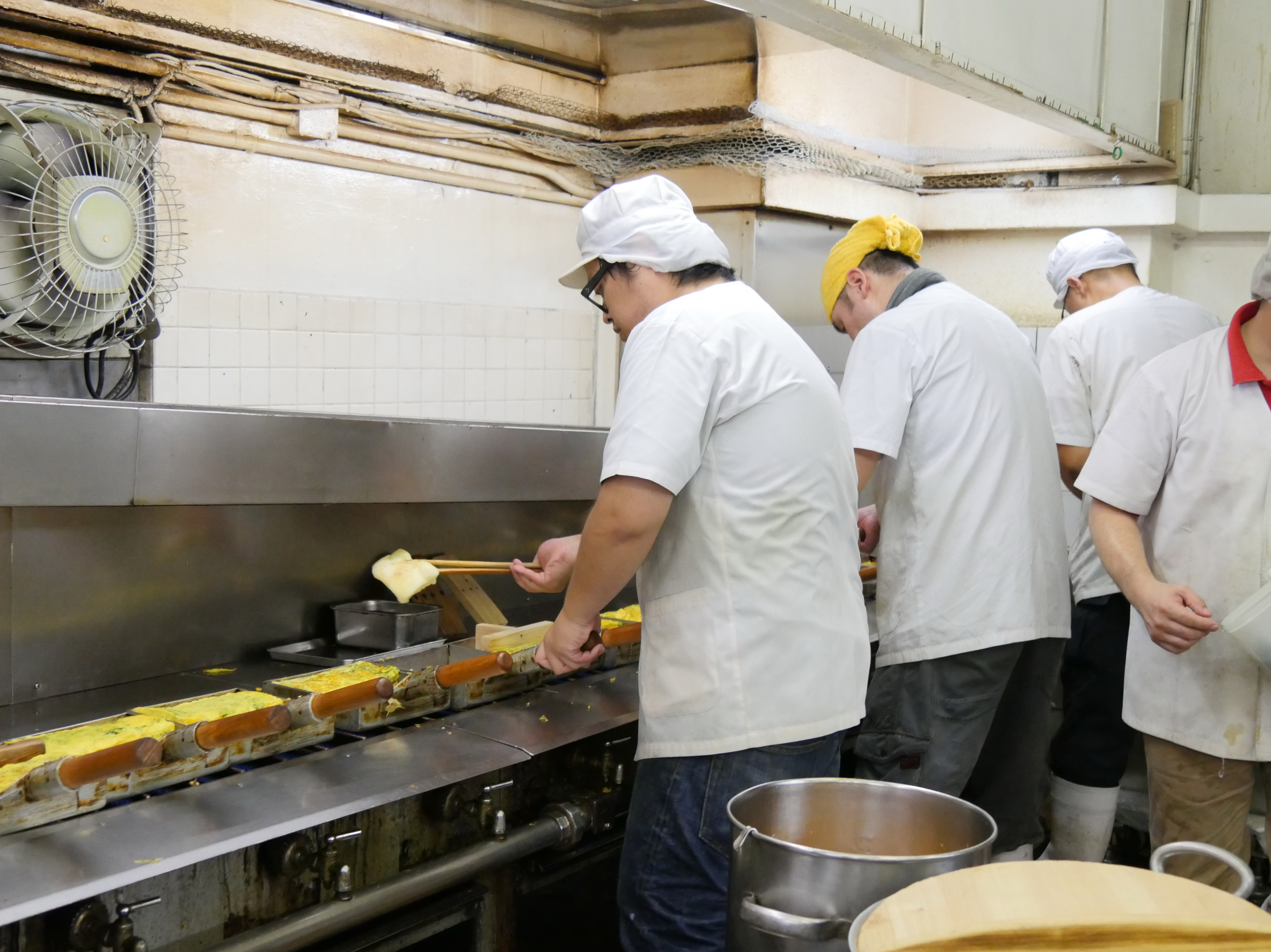
東京・築地での卵焼き

鶏の全卵を、白身を切るように軽くまぜて溶き卵を作り、出汁、砂糖、濃口醤油などを入れて、甘く濃い目の味付けとする。熱したフライパンに油をひいて卵液の一部を注ぎ、菜箸で大きな泡をつぶしながら、軽く火が通った状態で、奥から手前へと巻いて寄せていく。さらに調理器具手前（あるいは奥）の空いた部分に卵液を注ぎ入れ、片面が軽く固まったら先ほどの塊に巻き付ける。これを数回行う事によって厚みのある平らな形に焼きあげる。いわゆる「きつね色」など、焦げ目ができるくらいに焼く。必要があれば最後に巻き簾などで整形する。関東の玉子焼きは一層の厚みが厚い。
関西の場合
関西風のだし巻き卵は、砂糖を使わず、出汁をベースにして、そこに薄口醤油やみりんを加えて味を調える。
手前から向こう側へと、少しずつ、層の数が多くなるように巻いてゆく。そして焦げ目をつけない。

### 調理用具
玉子焼き器も関東と関西で形が異なる。

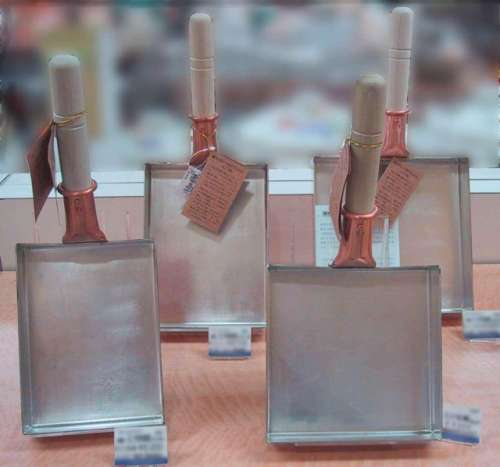
玉子焼き器。真四角なのが「東型」で、長方形が「西型」。

関東のものは正方形であり、これを「東型（あずまがた）」や「角型」という。
関西のものは長方形であり、これを「西型」や「角長型」などという。
玉子焼き器は市販されており、一般家庭にもそれなりに普及している。（ただし最近では日本の世帯は統計的に見ると独り暮らし世帯のほうが多くなってきており、一人暮らし世帯では玉子焼き器は持っていないほうが多い。）
（なお、なぜ四角形なのかというと四角のほうが整形がしやすく、フライパンの丸型では困難だからである。）
歴史
四角い卵焼き用鍋の出現は江戸時代中期と見られる。

## 寿司屋の卵焼き
寿司屋の玉子焼き、いわゆる「ギョク」と呼ばれるものには二種類が存在する。ひとつは江戸前寿司の種として江戸時代から伝わる、白身魚や芝海老のすり身に山芋のとろろや砂糖を加え、弱火で時間をかけてスポンジ状に焼き上げるもので、もうひとつは今日広く用いられている砂糖と出汁のみで作る甘いだし巻き卵である。後者が登場したのは鶏卵と砂糖の供給が安定した戦後の昭和30年代で、コストが高く仕込みに手間や時間がかかり、熟練の技術が要求される旧来の玉子焼きの代用として用いられるようになったと考えられる。
昔ながらの製法が主流であった時代の寿司屋には、玉子焼きを上手に焼き上げられるようになるまでは一人前の寿司職人としては扱われないという伝統があった。玉子焼きの良し悪しで職人の経験年数や練度が計れるといわれ、通はまず玉子焼きを注文したとされるが、近年は簡単に作れるだし巻き卵や専門の業者が製造した既製品を使用する店が多くなっている。しかしながら昔気質な店では、職人自らが「くらかけ（馬の鞍のように両側に垂らす）」や「柏づけ（柏餅のように酢飯を包む）」に握る昔ながらの薄焼きと、卵を主体にした厚焼きの二種を揃えて丁寧に焼き上げる例も見られる。

## 東京の卵焼き
東京で甘い味付けの卵焼きが主流になったのは高度経済成長期とする説があり、家族連れでの外食や出前で寿司を食べる機会が増えたことにより、子供が好む寿司屋の甘い厚焼き卵が家庭料理にも導入されるようになったとされる。もっとも江戸っ子は概して甘辛く濃い味付けを好む傾向があり、甘い卵焼きそのものは江戸時代末期には既に出現していたという記述もあり、真偽の程は不明である。
築地市場や豊洲市場には「カシタマ（河岸玉）」と呼ばれる玉子焼きの専門店が何軒もあり、人気店では購買客の行列が見られる。また、日本橋周辺に老舗の鶏問屋があり、玉子焼きが取り扱われている。

## 関西の玉子焼き
京都には、創業110年の「丸太町十二段家」がある。

## 類似した料理
- だし巻き卵
- オムレツ
- 薄焼き卵
- スクランブルエッグ